# یوژف آندروش
یوژف آندروش (مجاری: József Andrusch؛ زادهٔ ۳۱ مارس ۱۹۵۶) بازیکن سابق و مربی فوتبال اهل مجارستان است.
از باشگاه‌هایی که در آن بازی کرده‌است می‌توان به باشگاه ورزشی واشاش و باشگاه فوتبال بوداپست هونود اشاره کرد.
وی همچنین در تیم ملی فوتبال مجارستان بازی کرده‌است.